# League Cup 1994/95
Der League Cup 1994/95 war die 35. Austragung des seit 1960 existierenden englischen League Cup.
Der Wettbewerb startete am 15. August 1994 mit der Ersten Runde und endete am 2. April 1995 mit dem Finale in Wembley. Der Titel ging an FC Liverpool durch ein 2:1 im Finale über den Zweitligisten Bolton Wanderers. Liverpool gewann damit als erste Mannschaft zum fünften Mal den englischen Ligapokal (zuvor viermal in Folge von 1981 bis 84). Die Bolton Wanderers zogen zum ersten Mal in das Finale dieses Wettbewerbs ein und stiegen am Ende der Saison 1994/95 durch einen Erfolg im Play-off-Finale in die Premier League auf.

## Erste Runde
|                        | Gesamt      |                      | Hinspiel | Rückspiel |
| ---------------------- | ----------- | -------------------- | -------- | --------- |
| FC Barnet              |             | Leyton Orient        | 4:0      | 1:1       |
| FC Blackpool           |             | FC Chesterfield      | 1:2      | 2:4       |
| AFC Bournemouth        |             | Northampton Town     | 2:0      | 1:0       |
| Bradford City          |             | Grimsby Town         | 2:1      | 2:1       |
| Brighton & Hove Albion |             | Wycombe Wanderers    | 2:1      | 3:1       |
| Bristol Rovers         |             | FC Port Vale         | 1:3      | 1:1       |
| FC Burnley             |             | York City            | 1:0      | 2:2       |
| FC Bury                |             | Hartlepool United    | 2:0      | 1:5 n. V. |
| Cardiff City           |             | Torquay United       | 1:0      | 2:4       |
| Colchester United      |             | FC Brentford         | 0:2      | 0:2       |
| Crewe Alexandra        |             | Wigan Athletic       | 2:1      | 0:3       |
| FC Darlington          |             | FC Barnsley          | 2:2      | 0:0 n. V. |
| Doncaster Rovers       |             | FC Wrexham           | 2:4      | 1:1       |
| Exeter City            |             | Swansea City         | 2:2      | 0:2       |
| FC Gillingham          |             | FC Reading           | 0:1      | 0:3       |
| Hereford United        |             | West Bromwich Albion | 0:0      | 1:0       |
| Hull City              |             | FC Scarborough       | 2:1      | 0:2       |
| Lincoln City           |             | Chester City         | 2:0      | 3:2       |
| Luton Town             | (3:4 i. E.) | FC Fulham            | 1:1      | 1:1 n. V. |
| Oxford United          |             | Peterborough United  | 3:1      | 1:0       |
| FC Portsmouth          |             | Cambridge United     | 2:0      | 3:2       |
| Preston North End      |             | Stockport County     | 1:1      | 1:4       |
| AFC Rochdale           |             | Mansfield Town       | 1:2      | 0:1       |
| Rotherham United       |             | Carlisle United      | 1:0      | 1:3       |
| Scunthorpe United      |             | Huddersfield Town    | 2:1      | 0:3       |
| Shrewsbury Town        |             | Birmingham City      | 2:1      | 0:2       |
| Southend United        |             | FC Watford           | 0:0      | 0:1       |
| FC Walsall             |             | Plymouth Argyle      | 4:0      | 1:2       |

## Zweite Runde
|                        | Gesamt |                         | Hinspiel | Rückspiel |
| ---------------------- | ------ | ----------------------- | -------- | --------- |
| Aston Villa            |        | Wigan Athletic          | 5:0      | 3:0       |
| FC Barnet              |        | Manchester City         | 1:0      | 1:4       |
| Blackburn Rovers       |        | Birmingham City         | 2:0      | 1:1       |
| Brighton & Hove Albion |        | Leicester City          | 1:0      | 2:0       |
| Bristol City           |        | Notts County            | 0:1      | 0:3       |
| Carlisle United        |        | Queens Park Rangers     | 0:1      | 0:2       |
| FC Chelsea             |        | AFC Bournemouth         | 1:0      | 1:0       |
| FC Chesterfield        |        | Wolverhampton Wanderers | 1:3      | 1:1       |
| FC Everton             |        | FC Portsmouth           | 2:3      | 1:1       |
| FC Fulham              |        | Stoke City              | 3:2      | 0:1 n. V. |
| Hartlepool United      |        | FC Arsenal              | 0:5      | 0:2       |
| Huddersfield Town      |        | FC Southampton          | 0:1      | 0:4       |
| Ipswich Town           |        | Bolton Wanderers        | 0:3      | 0:1       |
| Leeds United           |        | Mansfield Town          | 0:1      | 0:0       |
| Lincoln City           |        | Crystal Palace          | 1:0      | 0:3 n. V. |
| FC Liverpool           |        | FC Burnley              | 2:0      | 4:1       |
| FC Millwall            |        | FC Sunderland           | 2:1      | 1:1       |
| Newcastle United       |        | FC Barnsley             | 2:1      | 1:0       |
| Norwich City           |        | Swansea City            | 3:0      | 0:1       |
| Nottingham Forest      |        | Hereford United         | 2:1      | 0:0       |
| Oxford United          |        | Oldham Athletic         | 1:1      | 0:1       |
| FC Port Vale           |        | Manchester United       | 1:2      | 0:2       |
| FC Reading             |        | Derby County            | 3:1      | 0:2 n. V. |
| FC Scarborough         |        | FC Middlesbrough        | 1:4      | 1:4       |
| Sheffield Wednesday    |        | Bradford City           | 2:1      | 1:1       |
| Stockport County       |        | Sheffield United        | 1:5      | 0:1       |
| Swindon Town           |        | Charlton Athletic       | 1:3      | 4:1 n. V. |
| Tranmere Rovers        |        | FC Brentford            | 1:0      | 0:0       |
| FC Walsall             |        | West Ham United         | 2:1      | 0:2 n. V. |
| FC Watford             |        | Tottenham Hotspur       | 3:6      | 3:2       |
| FC Wimbledon           |        | Torquay United          | 2:0      | 1:0       |
| AFC Wrexham            |        | Coventry City           | 1:2      | 2:3       |

## Dritte Runde
|                         | Ergebnis |                   |
| ----------------------- | -------- | ----------------- |
| Aston Villa             | 1:0      | FC Middlesbrough  |
| Blackburn Rovers        | 2:0      | Coventry City     |
| Brighton & Hove Albion  | 1:1      | Swindon Town      |
| FC Liverpool            | 2:1      | Stoke City        |
| Mansfield Town          | 0:2      | FC Millwall       |
| Newcastle United        | 2:0      | Manchester United |
| Notts County            | 3:0      | Tottenham Hotspur |
| Oldham Athletic         | 0:0      | FC Arsenal        |
| FC Portsmouth           | 0:1      | Derby County      |
| Queens Park Rangers     | 3:4      | Manchester City   |
| Sheffield United        | 1:2      | Bolton Wanderers  |
| Sheffield Wednesday     | 1:0      | FC Southampton    |
| Tranmere Rovers         | 1:1      | Norwich City      |
| West Ham United         | 1:0      | FC Chelsea        |
| FC Wimbledon            | 0:1      | Crystal Palace    |
| Wolverhampton Wanderers | 2:3      | Nottingham Forest |

### Wiederholungsspiele
|              | Ergebnis |                        |
| ------------ | -------- | ---------------------- |
| Swindon Town | 4:1      | Brighton & Hove Albion |
| FC Arsenal   | 2:0      | Oldham Athletic        |
| Norwich City | 4:2      | Tranmere Rovers        |

## Vierte Runde
|                   | Ergebnis |                     |
| ----------------- | -------- | ------------------- |
| FC Arsenal        | 2:0      | Sheffield Wednesday |
| Blackburn Rovers  | 1:3      | FC Liverpool        |
| Crystal Palace    | 4:1      | Aston Villa         |
| Manchester City   | 1:1      | Newcastle United    |
| Norwich City      | 1:0      | Notts County        |
| Nottingham Forest | 0:2      | FC Millwall         |
| Swindon Town      | 2:1      | Derby County        |
| West Ham United   | 1:3      | Bolton Wanderers    |

### Wiederholungsspiele
|                  | Ergebnis |                 |
| ---------------- | -------- | --------------- |
| Newcastle United | 0:2      | Manchester City |

## Fünfte Runde
|                  | Ergebnis |                 |
| ---------------- | -------- | --------------- |
| Bolton Wanderers | 1:0      | Norwich City    |
| Crystal Palace   | 4:0      | Manchester City |
| FC Liverpool     | 1:0      | FC Arsenal      |
| Swindon Town     | 3:1      | FC Millwall     |

## Halbfinale
|              | Gesamt |                  | Hinspiel | Rückspiel |
| ------------ | ------ | ---------------- | -------- | --------- |
| FC Liverpool | 2:0    | Crystal Palace   | 1:0      | 1:0       |
| Swindon Town | 3:4    | Bolton Wanderers | 2:1      | 1:3       |